# Municipio de Dwight (Dakota del Norte)
El municipio de Dwight (en inglés: Dwight Township) es un municipio ubicado en el condado de Richland en el estado estadounidense de Dakota del Norte. En el año 2010 tenía una población de 313 habitantes y una densidad poblacional de 2,67 personas por km².

## Geografía
El municipio de Dwight se encuentra ubicado en las coordenadas 46°19′8″N 96°41′59″O / 46.31889, -96.69972. Según la Oficina del Censo de los Estados Unidos, el municipio tiene una superficie total de 117.41 km², de la cual 117,08 km² corresponden a tierra firme y (0,28 %) 0,32 km² es agua.

## Demografía
Según el censo de 2010, había 313 personas residiendo en el municipio de Dwight. La densidad de población era de 2,67 hab./km². De los 313 habitantes, el municipio de Dwight estaba compuesto por el 99,04 % blancos, el 0,64 % eran amerindios, el 0,32 % eran asiáticos. Del total de la población el 0,32 % eran hispanos o latinos de cualquier raza.